# Diabolocatantops pulchellus
Diabolocatantops pulchellus är en insektsart som först beskrevs av Walker, F. 1870.  Diabolocatantops pulchellus ingår i släktet Diabolocatantops och familjen gräshoppor. Inga underarter finns listade i Catalogue of Life.